# تاخنالی
تاخنالی (به لاتین: Takhnali) یک منطقه مسکونی در جمهوری آذربایجان است که در شهرستان شمکور واقع شده است.